# Tipula (Lunatipula) artemis artemis
Tipula (Lunatipula) artemis artemis is een ondersoort van de tweevleugelige Tipula (Lunatipula) artemis uit de familie langpootmuggen (Tipulidae). De ondersoort komt voor in het Palearctisch gebied.